# 東横グループ
東横グループ（英称：TOYOKO GROUP）は、神奈川県横浜市戸塚区に本社を置き、パチンコチェーン店「東横フェスタ」と不動産事業を展開する総合企業。東急グループおよび株式会社東横インとは無関係。
グループ会社の東横地所が戸塚駅西口に所有する土地にあった建物に、かつては西友戸塚店がテナントとして出店していたが、戸塚駅西口再開発事業により閉店し建物は解体。跡地にはサクラス戸塚が建設された（西友#過去に存在した店舗も参照）。

## 店舗一覧

### アミューズメント店舗
- 東横フェスタ1
- 東横フェスタ2
- 東横フェスタ3
- 東横フェスタ5

## グループ企業
特記以外は全て横浜市戸塚区に所在。
- 株式会社東横商事
- 東横地所株式会社
- 有限会社西部
- TYビルテック株式会社